# Saul B. Newton
Saul B. Newton (25 juin 1906 - 21 décembre 1991) était un psychothérapeute controversé qui dirigeait un groupe de thérapie peu orthodoxe[pas clair] à New York. Il n'avait pas de nom officiel, mais les gens de l'extérieur appelaient ses membres "les Sullivaniens".

## Enfance
Le nom de famille original de Newton était Cohen. Il est né à Saint John, au Nouveau-Brunswick, et a fréquenté l'université du Wisconsin.

## Carrière
Newton se rendit ensuite à Chicago, où il fréquenta les cercles radicaux de l'université de Chicago, devenant communiste et antifasciste. Il a servi dans le bataillon Mackenzie-Papineau de la brigade Abraham Lincoln pendant la guerre civile espagnole (sous le nom de Saul Bernard Cohen), puis dans l'armée américaine pendant la Seconde Guerre mondiale, par conscription en 1943. Tout au long de sa vie, Newton a conservé un double intérêt pour la politique et la psychologie.
En 1957, Newton et sa femme, le Dr Jane Pearce, ont fondé le Sullivan Institute for Research in Psychoanalysis à New York. Ils avaient auparavant travaillé au William Alanson White Institute, mais l'ont quitté plusieurs années après la mort de Harry Stack Sullivan, l'un des fondateurs du White Institute. Bien que l'institut de Newton et Pearce ait été nommé d'après Sullivan, il était largement considéré comme offrant une version déformée de l'enseignement de Sullivan.
Les enseignements de l'Institut soutenaient que les liens familiaux traditionnels étaient à l'origine de la maladie mentale, et épousaient un style de vie non monogame. Au cours des années 1960, une communauté informelle centrée sur les pratiques thérapeutiques de l'Institut a commencé à se former. (Judy Collins relate son séjour chez les Sullivaniens dans son autobiographie). À son apogée, à la fin des années 1970, cette communauté comptait plusieurs centaines de membres (patients et thérapeutes) vivant dans l'Upper West Side. Le groupe a acquis une certaine notoriété, non seulement pour son mode de vie non monogame, mais aussi parce que les patients étaient souvent encouragés à couper les liens avec leur famille.
Un projet majeur a été la Fourth Wall Repertory Company (alias "Fourth Wall Political Theater"), qui s'est produite de 1976 à 1991 environ. Elle était basée dans l'East Village de New York. Newton était membre du conseil d'administration et a joué dans plusieurs productions. Newton a également été producteur de plusieurs documentaires réalisés par Joan Harvey, la cinquième épouse de Newton, actrice et psychanalyste.
Le nombre de membres a diminué à la fin des années 1980 lorsque le groupe a fait l'objet d'une publicité défavorable, d'enquêtes sur des fautes professionnelles présumées de ses thérapeutes, d'affaires de garde d'enfants très médiatisées (Paul Sprecher contre Dee Dee Agee et Michael Bray contre Alice Dobosh) et d'une opposition organisée par d'anciens membres mécontents qui ont décrit le groupe comme une « secte de psychothérapeutes. »
Newton a été marié et divorcé six fois et a eu dix enfants, dont l'anthropologue culturelle Esther Newton. Il est mort en 1991 d'une septicémie, à la suite de l'apparition de la maladie d'Alzheimer.

## Travaux
- Conditions of Human Growth (avec Jane Pearce). Citadel Press, 1986.

### Sources additionnelles
- Tamar Lewin, Custody Case Lifts Veil On a 'Psychotherapy Cult', New York Times, 3 juin 1988.
- Ronald Sullivan, Trial Involving Therapy Group Gets Under Way, New York Times, 4 avril 1989.
- Bruce Lambert, Saul Newton, 85, Psychotherapist And Leader of Commune, Dies, New York Times, 23 décembre 1991.
- Abraham Lincoln Brigade, at Wikisource.

### Lectures
- Newton, Esther, "A Hard Left Fist", in GLQ: A Journal of Lesbian and Gay Studies, 2001; 7: 111-130 (Notice biographique).
- Siskind, Amy B, Child-Rearing Issues in Totalist Groups, in: Zablocki, Benjamin; Robbins, Thomas (eds.), Misunderstanding Cults: Searching for Objectivity in a Controversial Field, 2001, University of Toronto Press.
- Siskind, Amy B, The Sullivan Institute/Fourth Wall Community: The relationship of radical individualism and authoritarianism. Westport, CT: Praeger ; revue en ligne, 2003.
- Shaw, Daniel, Traumatic narcissism : relational systems of subjugation, 2014, New York: Routledge, Taylor & Francis Group. (OCLC 841895211)
- Cherney, Kaethe, Happy as Larry: A New York Story of Cults, Crushes and Quaaludes, 2018, Nook Press.
- Graves, Alice, Don't Tell Anyone: A Cult Memoir, Pond Park Press, 2019.